# Угарте, Адриана
Адриа́на Софи́я Уга́рте Парда́ль (исп. Adriana Sofía Ugarte Pardal; род. 17 января 1985, Мадрид, Испания) — испанская киноактриса.

## Биография
Адриана Угарте родилась в Мадриде 17 января 1985 г. Внучка Эдуарда Угарте, баскского писателя и сценографиста, работавшего с Луисом Бунюэлем. Учится в Национальном университете дистанционного образования.
Дебютировала в 2001 г. в короткометражном фильме «Mala espina».
В 2006 г. за исполнение главной роли Консуэло в фильме «Голова собаки» (реж. С. Амодео) была номинирована на премию «Гойя».
В России известна, главным образом, по фильму «Этюды втроём» (реж. С. Гарсия Руис), где исполнила роль главной героини любовного треугольника.
На родине в прессе Адриану называют иногда «одной из больших надежд современного испанского кино».
Имеет небольшой шрам на правой щеке.

## Фильмография
| Год  |     | Русское название       | Оригинальное название  | Роль              |
| ---- | --- | ---------------------- | ---------------------- | ----------------- |
| 2023 | ф   | Яростный волк          | Lobo feroz             | Матильда          |
| 2018 | ф   | Любовник моей жены     | Amoureux de ma femme   | Эмма              |
| 2018 | ф   | Во время грозы         | Durante la tormenta    | Вера              |
| 2016 | ф   | Джульетта              | Julieta                | молодая Джульетта |
| 2015 | ф   | Пальмы в снегу         | Palmeras en la nieve   | Кларенс           |
| 2013 | ф   | Зажигание              | Combustión             | Сира              |
| 2011 | ф   | Тёмный импульс         | Lo mejor de Eva        | Марта             |
| 2011 | ф   | Обратная сторона любви | Lo contrario al amor   | Мерсе             |
| 2009 | ф   | Этюды втроём           | Castillos de cartón    | Мария Хосе        |
| 2008 | ф   | Игра повешенного       | El juego del ahorcado  | Ольга             |
| 2008 | ф   | Стокгольм              | Estocolmo              | Соль              |
| 2006 | ф   | Голова собаки          | Cabeza de perro        | Консуэло          |
| 2002 | кор |                        | Diminutos del calvario | Донселья          |
| 2001 | кор |                        | Mala espina            | Сара              |

### Телевидение
| Год       |    | Русское название           | Оригинальное название               | Роль                              |
| --------- | -- | -------------------------- | ----------------------------------- | --------------------------------- |
| 2022      | с  |                            | Heridas                             | Мануэла                           |
| 2021      | с  | Жажда мести                | Parot                               | Изабель                           |
| 2019—2021 | с  | Аче                        | Hache                               | Елена                             |
| 2015      | с  | Закрытые комнаты           | Habitaciones cerradas               | Тереза                            |
| 2013      | с  | Нити судьбы                | El tiempo entre costuras            | Сира Кирога                       |
| 2013      | с  | Похищенные                 | Niños robados                       | Сусана                            |
| 2011      | с  | Центральная больница       | Hospital Central                    | Др. Наталия дель Ойо              |
| 2008—2010 | с  | Сеньора                    | La señora                           | Виктория Маркес де ла Вега        |
| 2006      | с  | Стол на пятерых            | Mesa para cinco                     | Хулия                             |
| 2006      | с  | Комиссар                   | El comisario                        | Эпизодический персонаж            |
| 2003      | тф | Секрет героя               | El secreto del héroe                | Оливия                            |
| 2003      | с  | Болото                     | El pantano                          | Девушка для спиритических сеансов |
| 2002—2007 | с  | Центральная больница       | Hospital Central                    | Адриана Медина/Нерея              |
| 2002      | с  | Полицейские, в сердце улиц | Policías, en el corazón de la calle | Ольга Луна                        |